# JPH1
JPH1‏ (Junctophilin 1) هوَ بروتين يُشَفر بواسطة جين JPH1 في الإنسان.